# Kouvola

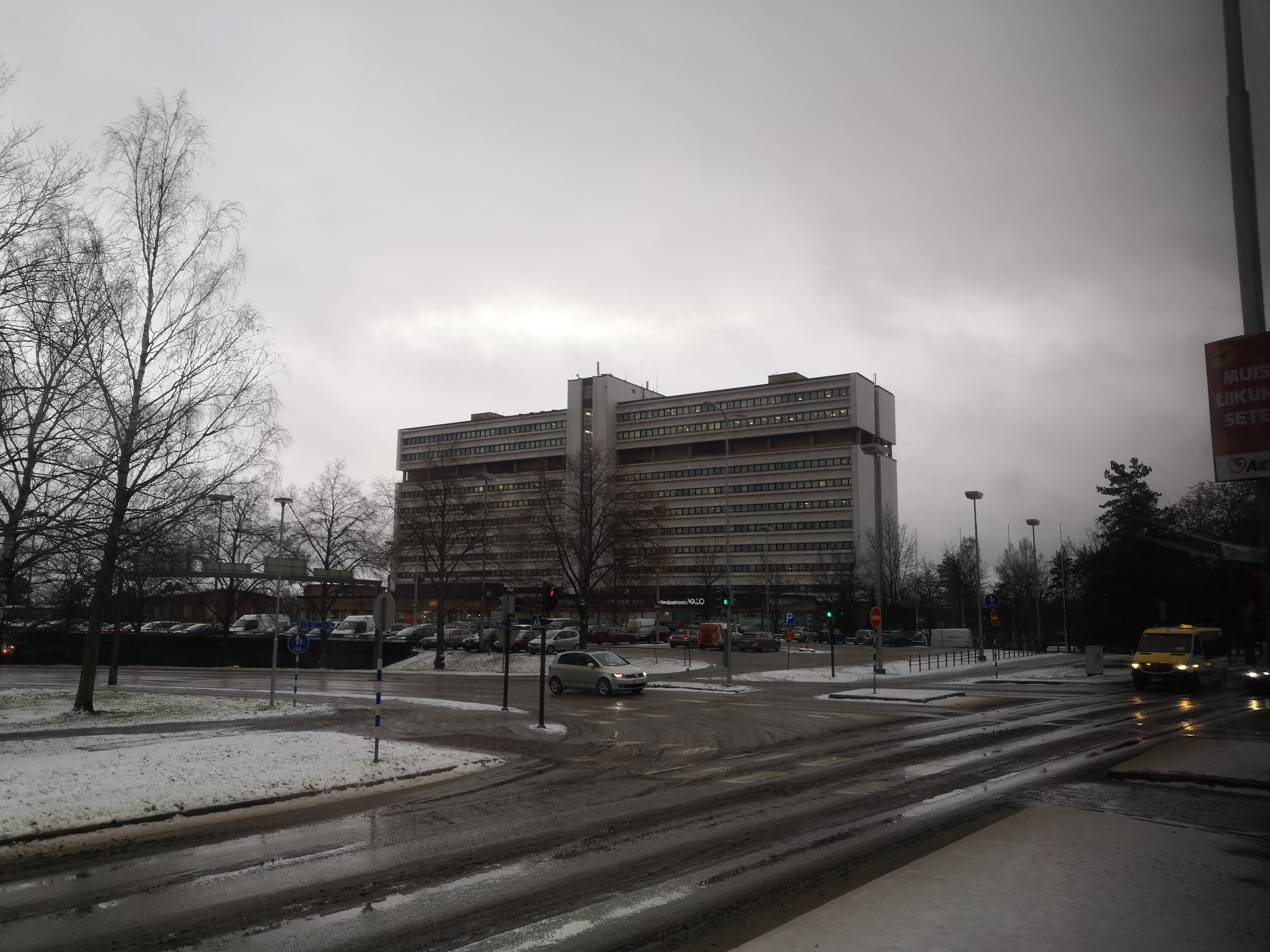
Kouvola

Kouvola là một thị xã ở đông nam Phần Lan. Thị xã này cách thủ đô Helsinki 134 km về phía đông bắc.
Trung tâm Kouvola nằm bên trong biên giới Phần Lan, thị xã này nằm ở điểm biên giới giữ Nga và Liên minh châu Âu. Thị xã này ban đầu đã phát triển quanh một giao lộ đường ray bắc-nam và đông-tây.
Vào năm 2009, 6 đô thị Kouvola, Kuusankoski, Elimäki, Anjalankoski, Valkeala và Jaala sẽ được sáp nhập để tạo thành đô thị mới Kouvola với 80.000 dân, là thành phố lớn thứ 10 ở Phần Lan.
Dân số năm 2003 là 31.3390 người, tổng diện tích là 45 km², trong đó 43,8 km² mặt đất và 1,2 km² mặt nước.
Kouvola thường được gọi là thành phố xấu xí nhất ở Phần Lan.